# 南洋紅豆杉
南洋紅豆杉（学名：Taxus sumatrana），又名蘇門答臘紅豆杉、臺灣紅豆杉、紫杉、赤柏松、紅杉或西雙版納粗榧，是一種常綠的紅豆杉屬植物。它們分佈在阿富汗、西藏、尼泊爾、越南、印度、緬甸、中國、台灣及巴基斯坦。它們一般生長在海拔400-3100米的亞熱帶森林及高地山脊。在台灣及巴基斯坦都有保存它們。
现接受名为藏红豆杉Taxus wallichiana Zucc.。

## 外觀
南洋紅豆杉的樹幹很闊，可以高達14米。葉子長1.2-2.7厘米及闊2-2.5毫米，沿樹枝兩排生長，螺旋至頂端。葉面呈淡黃綠色，葉底呈淺綠色。種子多肉，打開呈紅色。樹皮呈灰紅色，有不規則及厚1.5毫米的片子。

## 用途
婆羅門會以南洋紅豆杉的樹皮混和油點在前額上。它們也會被用來製作木鞋、鞭柄、床架及弓。

## 保育狀況
其被列為《瀕危野生動植物種國際貿易公約》（CITES）附錄二的物種，被限制出口及貿易。

## 外部連結
- 南洋紅豆杉的資料及相片